# Chó Sa Bì
Chó Sa Bì (tiếng Trung Quốc: 沙皮, bính âm: shā pí; tiếng Anh: Shar Pei) có nghĩa là da cát là giống chó có nguồn gốc từ Trung Quốc, được nuôi làm chó giữ nhà với bản tính sinh động, dễ thương.

## Tổng quan
Có nguy cơ tuyệt chủng trong những năm cuối của thập niên 1960 qua, giống chó Trung Quốc cổ đại này đã không ngừng thu hút sự chú ý của những người mê chó trên khắp thế giới. Kể từ đó tới nay, và giờ đây thì tương lai của giống nòi chúng đã được đảm bảo hơn. Nguồn gốc giống này có từ hơn hai nghìn năm về trước và có cùng nguồn gốc với giống chó Chow - Chow. Nó là sự bổ sung mới gần đây trong các lần trưng bày chó cảnh ở Anh. Giống Shar-pei hiện được coi là một trong những người bạn đồng hành sinh động và dễ thương nhất của con người.